# مركز التواصل الحكومي (الكويت)
يعمل مركز التواصل الحكومي بدولة الكويت تحت مظلة عمل مشتركة بين جميع وزاراة وجهات الدولة ليكون واجهة إعلامية واحدة للتواصل المباشر والفعال بين المواطنين والمقيمين عبر شبكات التواصل الاجتماعي، ويرأس إدارته الناطق الرسمي طارق المزرم.

## هدف المركز
مركز التواصل الحكومي الكويتي هو أحد الأذرع الاعلامية الحيوية المهمة لحكومة دولة الكويت، والتي تنصب مهمتها الأساسية على تعزيز أدوات التواصل الحكومي وتحقيق التكامل بينها، وفقا لبرنامج عمل إعلامي متكامل، يحقق إستراتيجية توجه حكومة دولة الكويت في توحيد الرسالة الإعلامية، والارتقاء بقدرات العاملين في المجال الإعلامي، بما يعكس الصورة الحقيقية لدولة الكويت في الداخل والخارج، ويهدف المركز إلى تحقيق التكامل والتنسيق بين الأجهزة الحكومية ووسائل الإعلام، لمواكبة التطور ومسايرة النهضة التي تشهدها دولة الكويت، ومساندة الإدارات الإعلامية الحكومية في أداء رسالتها وفق أفضل الممارسات العالمية، ودعم قدرتها على التخطيط الإستراتيجي، والتنفيذ بأعلى كفاءة، والاستجابة السريعة للمستجدات، وكيفية إدارة الأزمات، وتطوير صناعة المحتوى الإعلامي، وفق أفضل التجارب والخبرات الدولية.

## وصلات خارجية
- برنامج (ليالي الكويت) يستضيف طارق المزرم الناطق الرسمي
- القاء رئيس مركز التواصل الحكومي طارق المزرم على قناة الكويت
- طارق المزرم «الناطق الرسمي باسم الحكومة»: لهذه الأسباب..انتهت